# Paris-Roubaix 2010
Paris-Roubaix 2010 blev arrangeret 11. april 2010 og var den 108. udgave af det traditionsrige franske cykelløb. Fabian Cancellara stak fra de andre favoritter omkring 40 km fra mål, og kom alene til mål som i Flandern Rundt en uge tidligere. Thor Hushovd slog Juan Antonio Flecha i kampen om andenpladsen, to minutter efter.

## Hold
25 hold blev inviteret til løbet, 16 af de 18 ProTour-hold og 9 professionelle kontinentalhold.
| ProTour-hold | Professionelle kontinentalhold |
| --- | --- |
| - AG2R La Mondiale - Caisse d'Epargne - Euskaltel-Euskadi - Française des Jeux - Garmin-Transitions - Team HTC-Columbia - Katusha - Lampre-Farnese Vini - Liquigas-Doimo - Team Milram - Omega Pharma-Lotto - Quick Step - Rabobank - Team RadioShack - Team Saxo Bank - Team Sky | - Acqua & Sapone - Androni Giocattoli - Bbox Bouygues Télécom - BMC Racing Team - Cofidis - Cervélo TestTeam - Saur-Sojasun - Skil-Shimano - Vacansoleil |

## Resultater
|    | Rytter              | Hold               | Tid     |
| -- | ------------------- | ------------------ | ------- |
| 1  | Fabian Cancellara   | Team Saxo Bank     | 6:35.10 |
| 2  | Thor Hushovd        | Cervélo TestTeam   | + 2.00  |
| 3  | Juan Antonio Flecha | Team Sky           | + 2.00  |
| 4  | Roger Hammond       | Cervélo TestTeam   | + 3.14  |
| 5  | Tom Boonen          | Quick Step         | + 3.14  |
| 6  | Björn Leukemans     | Vacansoleil        | + 3.20  |
| 7  | Filippo Pozzato     | Team Katusha       | + 3.46  |
| 8  | Leif Hoste          | Omega Pharma-Lotto | + 5.16  |
| 9  | Sébastien Hinault   | Ag2r-La Mondiale   | + 6.27  |
| 10 | Hayden Roulston     | Team HTC-Columbia  | + 6.59  |